# Juliette Pita
Juliette Pita (* 1964 auf Erromango) ist eine vanuatische Künstlerin. Sie ist die erste Künstlerin auf Erromango, im pazifischen Inselstaat Vanuatu, welche von ihrer Kunst lebt und sie ist die erste Ni-Vanuatu, die die Technik des Malens auf Tapa-Rindenbaststoff beherrscht.
Sie malt auf Leinwand, Tapas und Teppiche. Ihre Inspiration erhält sie von der Umwelt ihrer Heimat. Sie arbeitete mit der Nawita Association zusammen und hatte gemeinsam mit verschiedenen Künstlern seit 1994 Ausstellungen in Australien, Neukaledonien, der Schweiz, England, Frankreich. Internationale Bekanntheit erlangte sie durch ihr Bild Pam II, welches beim Weltgebetstag 2021 als Titelbild diente. Sie verarbeitete darin ihre Erfahrungen nach dem verheerenden Zyklon Pam.
Weltgebetstag: Worauf bauen wir.

Link zum Bild

## Zitat
„Being a woman who makes art as a living in Vanuatu makes me a special artist because people did not think I could succeed using this path. Little by little, contemporary art, whether practiced by a man or a woman, was recognized on my native island.“
Übersetzung:
„Als Frau, die ihren Lebensunterhalt durch Kunst in Vanuatu verdient, macht mich zu etwas besonderem, weil Menschen nicht glaubten, dass ich Erfolg auf diesem Pfad haben könnte. In kleinen Schritten wurde zeitgenössische Kunst, egal ob von einem Mann oder einer Frau gestaltet, auf meiner Heimatinsel anerkannt.“

## Werke
Illustrationen in Toktok: lexique trilingue illustré.